# Mikko Oinonen

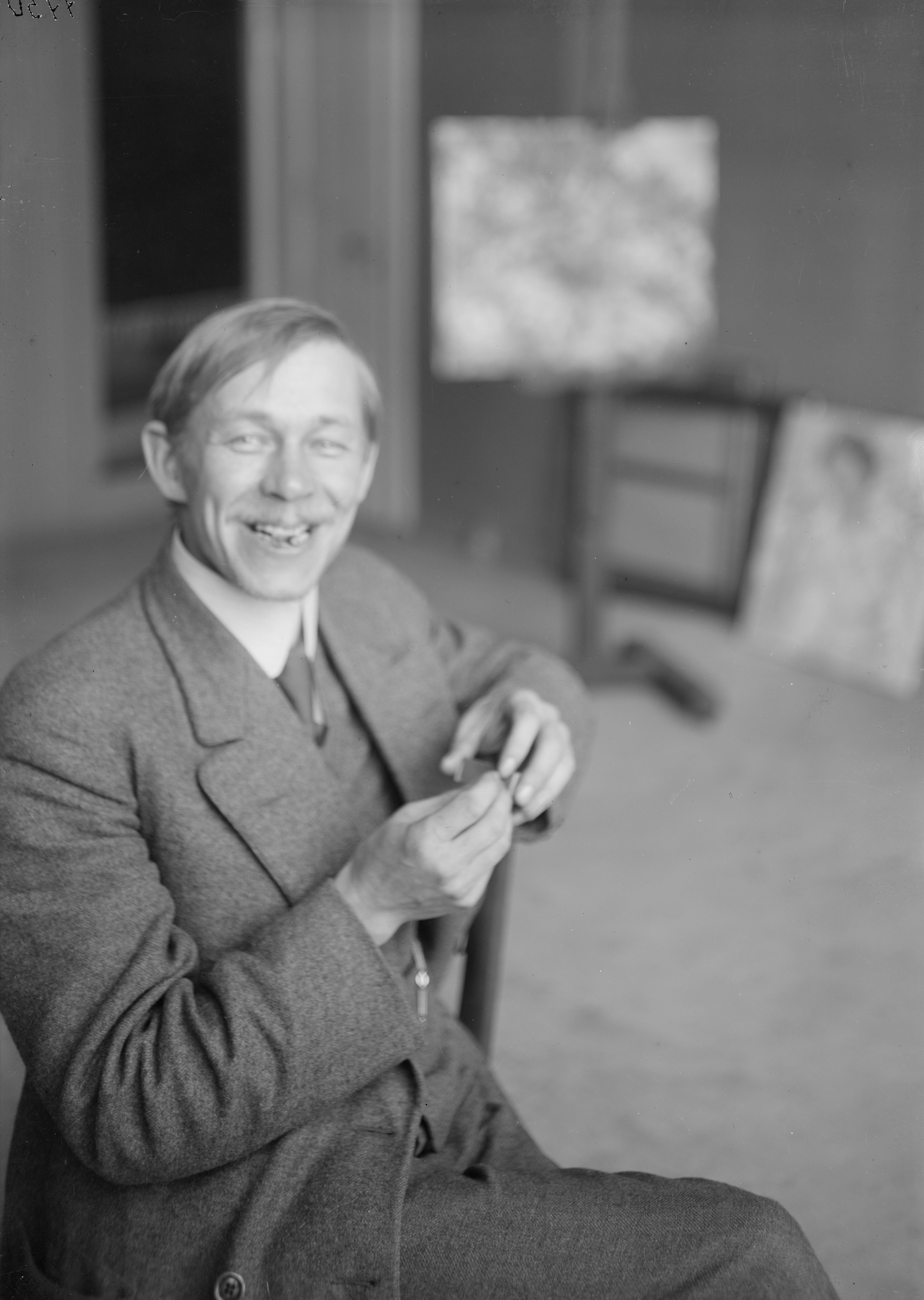
Mikko Oinonen år 1914. (Fotografi av Sakari Pälsi.)

Mikko Oskar Oinonen, född 30 juni 1883 i Pielisjärvi, död 30 december 1956 i Helsingfors, var en finländsk målare och grafiker.
Oinonen studerade 1903 vid Centralskolan för konstflit, 1905–1907 vid Finska konstföreningens ritskola och 1908–1910 vid Académie Julian i Paris samt ställde ut första gången 1907. Han bodde på 1920-talet i Sääksmäki och under 1930-talet på Karelska näset. Hans måleri var i början mörkstämdare och realistiskt, men efter att ha tagit starka intryck av den franska skolan förändrades hans kolorit; han var en av Septemgruppens grundare. 
Sina motiv fann Oinonen i naturen och den lantliga miljön. Han målade gärna motiv som både han själv och publiken uppskattade, såsom blommande syrener, hägg, äppelträd och blomsterstilleben. Till hans favoritblomster hörde vallmo, solrosor, liljor och pioner. Han framträdde även som figur- och porträttmålare.
Oinonen undervisade 1930–1936 vid Finska konstföreningens ritskola och Centralskolan för konstflit samt vid Fria konstskolan 1937 och 1938. Han utsågs 1940 till hedersledamot i Konstnärsgillet i Finland samt erhöll professors titel 1953.